# Стефан Ангелов (борец)
Вижте пояснителната страница за други личности с името Стефан Ангелов.
Стефан Ангелов Георгиев е български борец, носител на два бронзови медала от олимпийските игри в Мюнхен през 1972 г. и в Монреал през 1976 г.
През 2012 г. е помощник-треньор на българския национален отбор по класическа борба.  Печелил е два бронзови медали от световни първенства през 1971 г. и 1975 г. и един сребърен от европейското първенство през 1972 г. Носител е на златния пояс „Никола Петров“ през 1976 г. 